# Белжанський потік
Белжанський потік (словац. Belžiansky potok) — річка в Словаччині,  притока Олшави, протікає в округах Кошиці-околиця і Кошиці II.
Довжина — 22 км. Витік знаходиться на висоті приблизно 330 метрів. Протікає територією  міської частини Лорінчік; сіл Ганиська; Белжа і Кехнець
Впадає у Олшаву на висоті приблизно 230 метрів.
Притоки
- праві
  - безіменні
- ліві
  - безіменні